# Man About the House
Man About the House is een televisieserie die oorspronkelijk van 1973-1976 in zes seizoenen werd uitgezonden door ITV (15 augustus 1973 - 7 april 1976). In Nederland heette de reeks uit de midden jaren zeventig destijds 'Man over de vloer'.

## Verhalen
De afleveringen gaan steeds over Chrissy en Jo, twee vrijgezelle meisjes van rond de twintig die een verdieping huren bij het echtpaar George en Mildred Roper. Ze zoeken een vervanger voor hun vertrokken mede-huurster, om de huur te kunnen betalen.
Op de advertentie komt een jongeman, Robin, af. Met name George heeft er grote problemen mee dat een jongen (Robin) bij twee dames gaat wonen. Jo en Chrissy zien Robin na enig beraad wel zitten, ook omdat hij voor kok studeert - en dus prima kan koken. Om George te laten instemmen met het idee, zeggen ze dat Robin homoseksueel is. George trapt erin en stemt toe, maar zijn vrouw heeft wel door dat het een leugentje is. Ze heeft er echter geen probleem mee, omdat ze Robin een aardige jongen vindt en stiekem - geheel niet wederzijdse - gevoelens voor hem koestert.
George is de geboren werkloze, liever lui dan moe, hij heeft dan ook geen baan, maar wel een kameraad, Jerry, een notoire scharrelaar, die het liefst bij oude demente dames hun staande klokken wil ruilen voor goudvissen e.d. Een andere bijrol is weggelegd voor Larry, de vrijgezel die de zolder van het huis bewoont.
Robin heeft een grote interesse in Chrissy, maar het wordt nooit wat tussen de twee. Chrissy is een serieus meisje, dat Robin te losbollig vindt. De serie eindigt met de aflevering dat Chrissy uitgerekend trouwt met de broer van Robin, Norman. Robin vertrekt dan uit de flat, alleen samenwonen met Jo gaat niet. Als hij zijn brommer start, nog één keer naar boven kijkt naar het raam waarachter ze zoveel samen beleefd hebben en dan alleen de straat uit rijdt, is dit, ondanks het komische karakter van de serie, een opvallend weemoedig einde.

## Vormgeving
Man About the House belicht op komische wijze de verwikkelingen in dit huishouden, compleet met liefdesavontuurtjes, perikelen op het werk, op school, met ouders, enzovoorts. De huiselijke scènes wisselen elkaar in vrij hoog tempo af. Het contrasterende huishouden van George en Mildred Roper, één verdieping lager en één generatie ouder, verleent er extra diepgang aan.
De verhalen van 'Man About the House' spelen zich volledig af in de toen actuele midden jaren zeventig. Setting en dialogen komen ermee overeen. Het thema van samenwonen-met-drie gold in die tijd als gedurfd.

## Acteurs en actrices
Vaste personages
- Richard O'Sullivan - Robin Tripp
- Paula Wilcox - Chrissy Plummer
- Sally Thomsett - Jo
- Brian Murphy - George Roper
- Yootha Joyce - Mildred Roper

Regelmatig terugkerende rollen
- Doug Fisher - Larry Simmonds
- Roy Kinnear - Jerry
- Norman Eshley - Norman Tripp

## Boek
Man About the House is ook de titel van een Engels pocketboek uit 1977 over deze serie. Hierin worden veel verhalen uit de eerste twee seizoenen vrijwel letterlijk naverteld. De pocket is geschreven door Chris Barlas, de uitgever is Sphere Books Ltd., Londen; verschenen in de Engelse taal, ISBN 0722114397.

## Begin en einde
De serie had twee spin-offs: "Robin's Nest" (1977-1981) en "George & Mildred" (1976-1979).
In de eerste gaat Robin met een nieuwe vriendin door en runt zijn eigen bistro. De tweede serie is volledig gecentreerd op het echtpaar Roper. De serie eindigde in 1980 met een bioscoopfilm. Een vervolg is niet meer gemaakt, omdat Yootha Joyce, de actrice die de rol van Mildred speelde, plotseling overleed. Uit respect voor haar besloot Brian Murphy (die George speelde) te stoppen.

## Nederland
Alle series zijn ook in Nederland uitgezonden. Het origineel en "George & Mildred" zijn diverse malen herhaald.
De serie Man About the House is de serie waarop de Nederlandse serie SamSam, met onder meer John Jones, Anne-Mieke Ruyten en Elle van Rijn is gebaseerd. Jones speelde hierin de rol van Jimmy (als de Nederlandse Robin), Ruyten speelde Chris (Chrissy) en Van Rijn nam de rol van Jo voor haar rekening. George & Mildred heetten in het Nederlands Nol & Rietje Brouwer, rollen van Jules Royaards en Bea Meulman. Eerder verscheen er ook een Amerikaanse remake van Man About the House, getiteld Three's Company.

## Afleveringen
Zie: Lijst van afleveringen van Man About the House